# Sotto shock
Sotto shock (Shocker) è un film statunitense del 1989 scritto e diretto da Wes Craven. È un film horror fantastico incentrato su un folle serial killer che torna in vita sotto forma di elettricità dopo essere stato sottoposto alla sedia elettrica.

## Trama
Un serial killer a piede libero terrorizza un sobborgo intorno a Los Angeles. Un riparatore TV zoppo di nome Horace Pinker è il primo sospettato. Quando il tenente Don Parker, indagando, sta per metterlo all'angolo, Pinker gli uccide la moglie e la figlia. Il figlio adottivo di Don Parker, Jonathan, sviluppa una strana connessione con Pinker attraverso i sogni e porta Parker al negozio fatiscente dove Pinker si nasconde. Dopo una sparatoria, Pinker riesce a fuggire e prende di mira la fidanzata di Jonathan, Allison. Un altro sogno di Jonathan conduce il tenente Parker e la polizia da Pinker. Questa volta, proprio sul punto di uccidere Jonathan, Pinker viene arrestato e rapidamente condannato a morire sulla sedia elettrica.
Prima della sua esecuzione, Pinker rivela che Jonathan è in realtà suo figlio e che da ragazzo lo aveva colpito al ginocchio cercando di fermare l'assassinio di sua madre facendolo diventare zoppo. Quando finalmente la sedia elettrica viene azionata, Pinker non muore ma diventa invece elettricità pura in grado di possedere i corpi degli altri per continuare i suoi folli delitti.
Jonathan e i suoi amici cercano di trovare un modo per combatterlo. Dato che non può essere fisicamente eliminato, Jonathan, con l'aiuto dello spirito di Allison, escogita un piano e si fa trasportare tramite un cavo all'interno delle trasmissioni TV. Jonathan e Pinker si danno quindi battaglia passando da un canale televisivo all'altro, tra film dell'orrore e quiz televisivi. Alla fine, dopo aver scoperto casualmente che Pinker, come tutte le fonti energetiche, è vincolato dalle leggi del mondo reale usa questa limitazione per sconfiggerlo. Pinker viene così intrappolato all'interno della TV che diventa la sua "prigione".

## Produzione
Il film fu prodotto dalla Alive Films e dalla Carolco Pictures e girato nel 1989 in California (all'Hilmer Lodge Stadium di Walnut per la scena allo stadio e al Legg Lake Park di El Monte per la scena al parco) con un budget stimato in 5.000.000 di dollari.

### Cast
Il film è interpretato da Mitch Pileggi (il vicedirettore Skinner dell'FBI nella serie televisiva X-Files) nel ruolo del folle Horace Pinker e da Peter Berg (in seguito diventato anche regista, sceneggiatore e produttore) nel ruolo del perseguitato Jonathan Parker, figlio adottivo del tenente Don Parker (interpretato da Michael Murphy).
Vari sono i camei all'interno del film:
- Heather Langenkamp: è una delle vittime di Pinker. Langenkamp aveva interpretato Nancy Thompson in Nightmare - Dal profondo della notte di Wes Craven e in due sequel, Nightmare 3 - I guerrieri del sogno e Nightmare - Nuovo incubo.
- Wes Craven: vicino di casa.
- Jessica Craven, figlia di Wes Craven: un'impiegata.
- Jonathan Craven, figlio di Wes Craven: un ragazzo che fa jogging nel parco e viene posseduto da Pinker.
- Timothy Leary: telepredicatore.
- Brent Finkelstien: ospite nel talk show.
- John Tesh: giornalista TV.
- Kane Roberts, chitarrista della band di Alice Cooper: operaio edile posseduto da Pinker.
- Eric Singer: membro della band nel talk show.

## Colonna sonora
La colonna sonora originale fu composta da Alice Cooper. I Megadeth composero una cover del successo di Alice Cooper del 1973 No More Mr. Nice Guy. Il brano Shocker fu composto da Paul Stanley dei KISS e dal produttore Desmond Child (entrambi alle voci) ed eseguita dai The Dudes Of Wrath, band composta da Vivian Campbell e Guy Mann-Dude alle chitarre, Rudy Sarzo (all'epoca con i Whitesnake) al basso e Tommy Lee dei Mötley Crüe alla batteria. Ai cori parteciparono anche l'ex bassista dei Van Halen Michael Anthony e Kane Roberts.
La canzone Sword & Stone, eseguita dai Bonfire e scritta da Paul Stanley, Bruce Kulick e Desmond Child, era originariamente un brano previsto per l'album Crazy Nights (1987) dei KISS ma poi scartato dal produttore Ron Nevison.
La colonna sonora fu pubblicata sotto etichetta Capitol/SBK Records nel 1989.
Elenco dei brani della colonna sonora:
- "Sword & Stone" – Bonfire
- "No More Mr. Nice Guy" – Megadeth
- "Shocker" – The Dudes Of Wrath
- "Timeless Love" – Saraya
- "Demon Bell — The Ballad of Horace Pinker" – Dangerous Toys
- "Love Transfusion" – Iggy Pop
- "Different Breed" – Dead On

## Distribuzione
Il film fu dalla distribuito da Universal Pictures e uscì nelle sale negli Stati Uniti nel mese di ottobre del 1989, incassando oltre 16 milioni di dollari al box office. Il film è poi uscito sul mercato statunitense in DVD nel 1999, successivamente ripubblicato nel 2007 come DVD doppio insieme a The People Under the Stairs (La casa nera) di Wes Craven.
In Italia il film venne distribuito dalla Penta Film nell'agosto 1990, l'uscita normale nei cinema fu anticipata dalle anteprime estive nelle località balneari.

### Date di uscita
Alcune delle uscite internazionali sono state:
- 27 ottobre 1989 negli Stati Uniti (Shocker)
- 31 gennaio 1990 in Francia (Shocker)
- febbraio 1990 in Portogallo (100.000 Volts de Terror, al Fantasporto Film Festival)
- 22 febbraio 1990 in Australia
- 10 maggio 1990 in Germania Ovest (Shocker)
- 1º giugno 1990 nei Paesi Bassi
- 20 luglio 1990 in Finlandia
- 3 agosto 1990 in Turchia (Sok)
- 10 novembre 1990 in Giappone
- in Argentina (Shocker)
- in Perù (Shocker, 100.000 voltios de terror)
- in Spagna (Shocker, 100.000 voltios de terror)
- in Serbia (Napadac)
- in Brasile (Shocker - 100.000 Volts de Terror)
- in Messico (Shocker: 10.000 voltios de terror)
- in Ungheria (Sokkoló)
- 25 agosto 1990 in Italia (Sotto shock)

## Promozione
Le tagline furono:
- "On October 2, at 6:45 AM mass murderer Horace Pinker was put to death. Now, he's really mad.".
- "No more Mr. Nice Guy".

## Critica
Secondo Rudy Salvagnini (Dizionario dei film horror) il film si rivela noioso e troppo lungo mentre il personaggio del cattivo, Horace Pinker, non convince a pieno. La sua mancanza di spessore portò al fallimento totale del progetto di Wes Craven di ricreare un nuovo, folle e coinvolgente personaggio dell'orrore sulla scia del successo di Freddy Kruger. Oltre alle numerose ed inutili sottotrame, l'errore principale del regista si avverte proprio nella mancanza di una vera nuova figura centrale atta a rivitalizzare il successo dei precedenti Nightmare. Tra le poche cose che si salvano alcuni "lampi di creatività" che si perdono però nella mediocrità generale. Grazie anche al relativamente basso budget di produzione (5 milioni di dollari), il film riuscì ad essere un successo ai botteghini (oltre 16 milioni di dollari solo in patria) ma non ne venne creata una saga.